# Lana Rhodes
Lana Evelyn Rhodes de Oliveira (Manoel Ribas, 29 de setembro de 1986) é uma atriz e cantora brasileira.

## Biografia
Lana iniciou a carreira como Paquita da Xuxa nos programas Xuxa Park e Planeta Xuxa, exibidos pela Rede Globo, onde trabalhou de 1999 a 2002. Lana é atriz do Coletivo Impermanente. Em 2021, produziu o média metragem Tônia, a Diva no Espelho, monólogo onde vive a protagonista e viveu a experiência virtual (IN)CONFESSÁVEIS, na pandemia. Foi Elisa Lynch na segunda fase de Nos Tempos do Imperador, de 2022, e estreou em Cannes com o curta-metragem de dança Vermelho Quimera, de Oskar Metsavaht e Thiago Soares. Em 2019, esteve na montagem de MACUNAÍMA, sob direção de Bia Lessa e na minissérie Se eu fechar os olhos agora, da GloboPlay. Em 2018/2019, foi a mãe de Ayrton Senna no musical sobre o piloto. Em 2016, foi a Dra Paula em Rock Story, e esteve em cartaz com Vamp, o Musical, de Jorge Fernando. Em 2014, fez o primeiro musical Se eu fosse você, de Daniel Filho, seguiu turnê com Elis, a Musical, de Dennis Carvalho, e Kiss me, Kate – O Beijo da Megera da MB. Como atriz, foi uma das protagonistas de Alta Estação, novela exibida na Record e também fez 4 novelas e 3 minisséries – destaque para Becky em Rebelde. Sua formação inclui interpretação, canto e dança.

## Vida pessoal
Era casada com o multi-instrumentista Sérgio Knust, com quem teve uma filha, Manuela.

## Filmografia

### Televisão
| Ano     | Título                        | Personagem / Cargo            | Nota                                      |
| ------- | ----------------------------- | ----------------------------- | ----------------------------------------- |
| 1999–01 | Xuxa Park                     | Paquita (assistente de palco) |                                           |
| 2001    | Planeta Verão                 | Paquita (assistente de palco) | Programa de Férias                        |
| 2001–02 | Planeta Xuxa                  | Paquita (assistente de palco) |                                           |
| 2002    | Planeta Xuxa: Jogos de Verão  | Paquita (recruta)             | Programa de Férias                        |
| 2006    | Xuxa 20 Anos                  | Xuxa (16 anos)                | Especial de 20 anos da Xuxa na Rede Globo |
| 2006    | Ídolos                        | Participante                  | Temporada 1                               |
| 2006    | Alta Estação                  | Flávia Vianna                 |                                           |
| 2007    | Caminhos do Coração           | Esmeralda Nascimento Medeiros |                                           |
| 2008    | Os Mutantes                   | Esmeralda Nascimento Medeiros |                                           |
| 2010    | A História de Ester           | Tafnes                        |                                           |
| 2011–12 | Rebelde                       | Bernarda Pires (Becky)        |                                           |
| 2014    | Milagres de Jesus             | Malca                         | Episódio: "A Cura do Servo de Centurião"  |
| 2014    | Plano Alto                    | Arlete                        |                                           |
| 2016    | Rock Story                    | Dra. Paula Fonseca            | Episódios: "15–19 de novembro"            |
| 2017    | Uma Escola Demais             | Cristine                      |                                           |
| 2019    | Se Eu Fechar os Olhos Agora   | Letícia                       |                                           |
| 2022    | Nos Tempos do Imperador       | Elisa Lynch                   | Episódios: "17–22 de janeiro"             |
| 2022    | Cara e Coragem                | Yeva                          | Episódio: "30 de julho"                   |
| 2023    | A Infância de Romeu e Julieta | Catarina                      |                                           |
| 2024    | Pra Sempre Paquitas           | Ela mesma                     |                                           |

### Cinema
| Ano  | Título                                    | Personagem             |
| ---- | ----------------------------------------- | ---------------------- |
| 1999 | Xuxa Requebra                             | Aluna                  |
| 2000 | Xuxa Popstar                              | Modelo                 |
| 2001 | Xuxa e os Duendes                         | Fada Turquesa          |
| 2002 | Xuxa e os Duendes 2: No Caminho das Fadas | Fada Turquesa          |
| 2004 | Xuxa e o Tesouro da Cidade Perdida        | Descendente de vikings |
| 2016 | Milagres de Jesus: O Filme                | Malca                  |
| 2018 | Canastra Suja                             | Jackie                 |
| 2021 | Tônia, a Diva no Espelho                  | Tonia                  |

## Teatro[6]
| Ano     | Nome                              | Papel                                 |
| ------- | --------------------------------- | ------------------------------------- |
| 2003    | Aladim, a Comédia                 |                                       |
| 2005    | Flicts                            |                                       |
| 2007    | Paixão de Cristo                  | Maria                                 |
| 2007    | Companhia Eclética                | Garçonete Cantora                     |
| 2013    | Era Uma Vez, o Musical            |                                       |
| 2014    | Se Eu Fosse Você, o Musical       |                                       |
| 2014–15 | Elis, a Musical                   | Dona Ercy / Outras                    |
| 2015    | Kiss me, Kate - O Beijo da Megera | Atriz da Cia de Teatro de Fred Graham |
| 2017    | Vamp, O Musical                   | Várias                                |
| 2017    | Ayrton Senna, O Musical           | Neyde Senna                           |
| 2019    | Macunaíma                         | Cy                                    |

## Discografia

### Single
| Ano  | Nome               | Artista     | Direção        | Produtora     |
| ---- | ------------------ | ----------- | -------------- | ------------- |
| 2012 | "Oásis e Desertos" | Lana Rhodes | Rafael Almeida | Virtus Filmes |

### participação em videos musicais
| Ano  | Nome        | Artista       |
| ---- | ----------- | ------------- |
| 2017 | "À Vontade" | Ivete Sangalo |

## Prêmios e indicações
| Ano  | Premiação                 | Categoria       | Trabalho     | Resultado |
| ---- | ------------------------- | --------------- | ------------ | --------- |
| 2006 | Melhores do UOL e PopTevê | Atriz Revelação | Alta Estação | Indicada  |